# Mupirocine
Mupirocine is een antibioticum dat oorspronkelijk geïsoleerd werd uit Pseudomonas fluorescens. Het wordt op de huid toegepast en is voornamelijk actief tegen gram-positieve bacteriën. Mupirocine heeft een uniek werkingmechanisme waardoor het ook werkzaam is tegen sommige resistente bacteriën waaronder MRSA. Om vorming van resistentie tegen te gaan zal Mupirocine hierbij meestal slechts worden voorgeschreven als andere middelen hebben gefaald. Het wordt in België en Nederland verkocht onder de merknaam Bactroban.
De stof is opgenomen in de lijst van essentiële geneesmiddelen van de WHO.